# Textura do solo

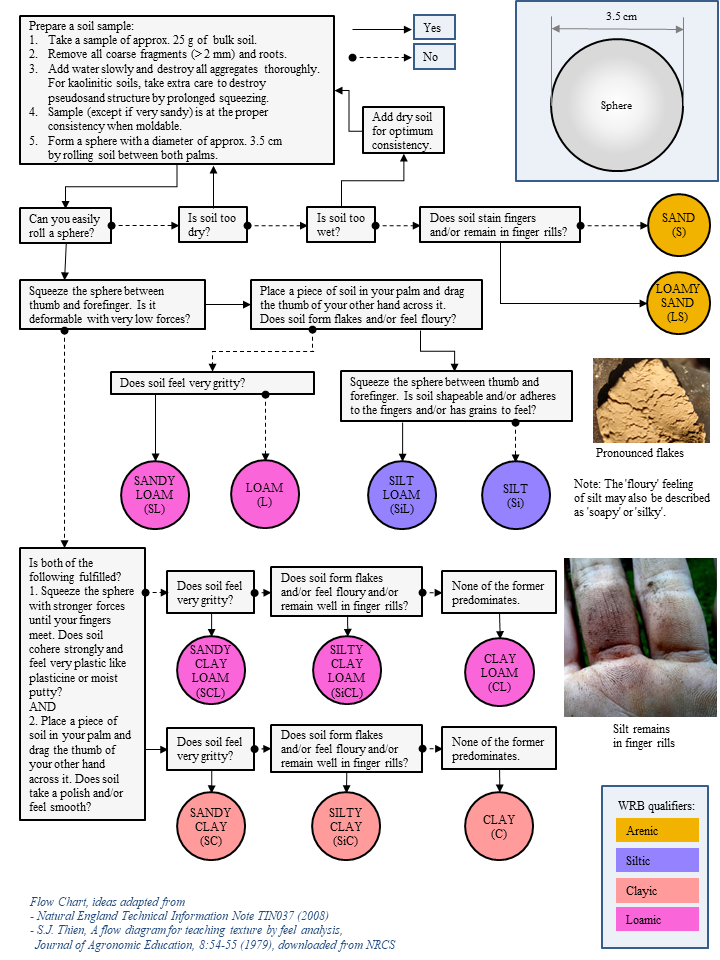
Fluxograma usado para determinar a textura do solo (conforme a 4.ª edição do manual da WRB).

Triângulo de textura do solo, mostrando as 12 principais classes de textura e escalas de tamanho de partícula conforme definido pelo Sistema de Taxonomia do Solo do USDA.

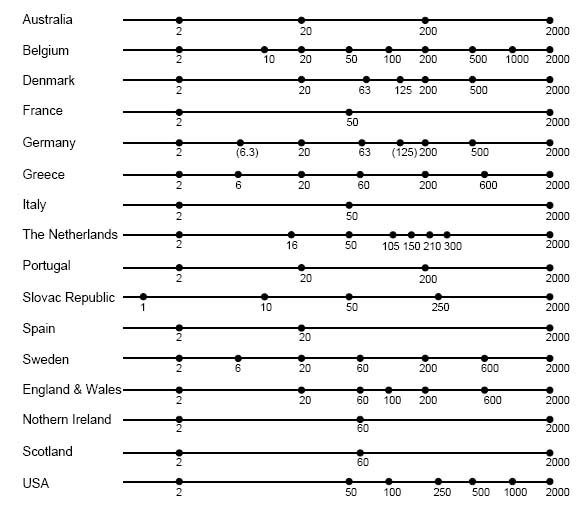
Classificações de tamanho de partícula usadas por diferentes taxonomias (diâmetros em μm).

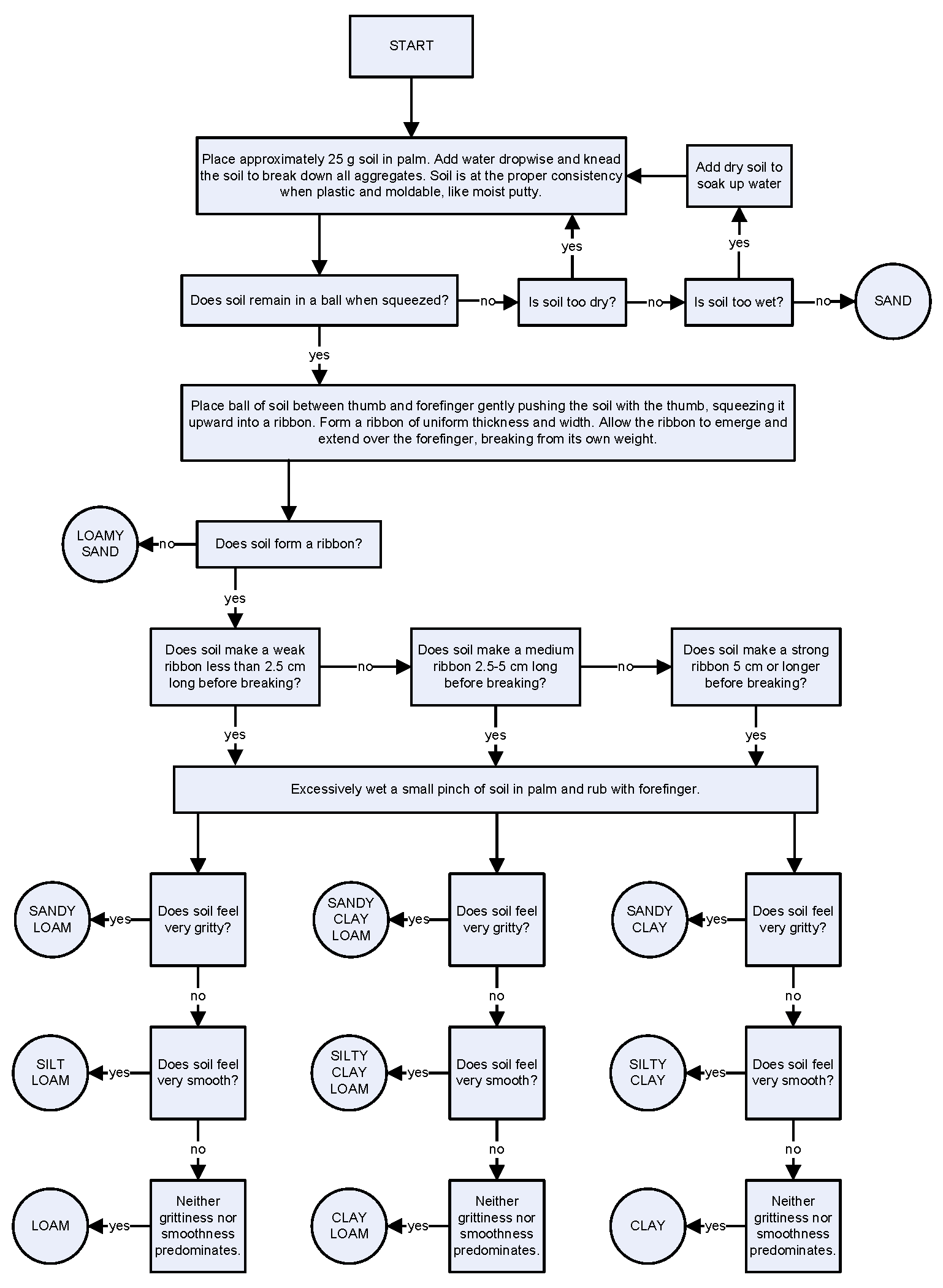
Fluxograma mostrando a metodologia de determinação da textura pelo tacto.

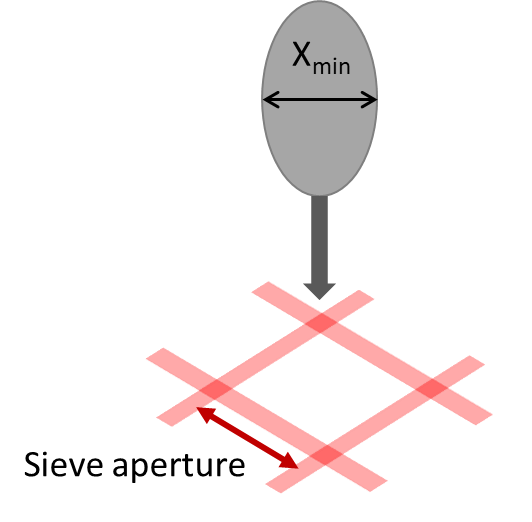
Representação esquemática do método das peneiras.

Textura do solo é uma característica física dos solos que descreve a distribuição das dimensões da partículas constituintes da parte mineral da matriz do solo com base no seu diâmetro eficaz, em geral considerando apenas as partículas com menos de 2 mm de diâmetro, o que inclui a areia, o silte e as argilas. Este parâmetro serve de base aos sistemas de classificação usados tanto no campo quanto no laboratório para determinar as classes do solo com base na sua textura física. A textura do solo pode ser determinada usando métodos qualitativos, como a determinação da textura pelo tacto, e métodos quantitativos, como o método do hidrómetro baseado na lei de Stokes. A determinação da textura do solo tem aplicações agrícolas, entre as quais a determinação da adequação do solo à cultura pretendida e prever a resposta do solo às condições ambientais e de maneio, como a resiliência à seca ou os requisitos de cálcio. Os sistemas de classificação de solos, com destaque para a sistema de Taxonomia dos solos do USDA e para o WRB, caracterizam os solos com recurso a classes texturais baseadas nas percentagens de areia, silte e argila no solo.

## História
A primeira classificação dos solos, o denominado Sistema Internacional, foi proposta por Albert Atterberg em 1905 com base nos seus estudos realizados em solos do sul da Suécia. Atterberg escolheu o diâmetro esférico equivalente de 20 μm para o limite superior da fração de silte, porque partículas menores que esse tamanho não eram visíveis a olho nu. Para além disso, a suspensão de partículas abaixo desse limiar podia ser coagulada por sais, a subida capilar dentro de 24 horas era mais rápida nesta fração e os poros entre as partículas compactadas eram tão pequenos que impediam a entrada de pelos radiculares.
A Comissão Um da Sociedade Internacional de Ciência do Solo (ISSS) recomendou o seu uso no primeiro Congresso Internacional de Ciência do Solo, que se realizou em Washington no ano de 1927. A Austrália adotou esse sistema, sendo que os seus intervalos logarítmicos iguais são uma característica atraente que vale a pena manter. Apesar disso, o Departamento de Agricultura dos Estados Unidos (USDA) adotou o seu próprio sistema em 1938, e a Organização das Nações Unidas para Alimentação e Agricultura (FAO) utilizou o sistema de classificação da USDA no mapa mundial de solos da FAO-UNESCO e recomendou o seu uso.

## Classificação
A classificação textural dos solos é em geral baseada na criação de classes de tamanho das partículas (por vezes referido na sua designação em língua inglesa por soil separates) que correspondem a intervalos específicos de tamanhos de partícula. As menores partículas, com diâmetros menores do que 0,002 mm, são designadas por argilas, sendo que as partículas de argila são geralmente em forma de placa em vez de esféricas, permitindo uma grande área de superfície específica e a formação de complexos argilo-húmicos. A classe de tamanhos imediatamente acima das argilas é designada por silte e agrupa geralmente diâmetros entre 0,002 mm e 0,05 mm (na Taxonomia de Solo do USDA). As maiores partículas são as areias, sendo como tal consideradas as partículas maiores do que 0,05 mm de diâmetro (nalgumas classificações, maiores do que 0,063 mm). Além disso, as partículas grandes de areia podem ser descritas como grossas (ou grosseiras) ou como areão; as intermediárias como médias; e as menores como finas. Outros sistemas taxonómicos têm classificações de tamanho de partícula ligeiramente diferentes, conforme se pode ver na figura ao lado.
| Fracção do solo               | Limites de diâmetro (mm) (classificação USDA) | Limites de diâmetro (mm) (classificação WRB) |
| ----------------------------- | --------------------------------------------- | -------------------------------------------- |
| Argila                        | < 0,002                                       | < 0,002                                      |
| Silte                         | 0,002 – 0,05                                  | 0,002 – 0,063                                |
| Areia muito fina              | 0,05 – 0,10                                   | 0,063 – 0,125                                |
| Areia fina                    | 0,10 – 0,25                                   | 0,125 – 0,20                                 |
| Areia média (ou mediana)      | 0,25 – 0,50                                   | 0,20 – 0,63                                  |
| Areia grossa (ou grosseira)   | 0,50 – 1,00                                   | 0,63 – 1,25                                  |
| Areia muito grossa (ou areão) | 1,00 – 2,00                                   | 1,25 – 2,00                                  |

Um dos sistemas de classificação mais usados, o do Departamento de Agricultura dos Estados Unidos (USDA), utiliza 12 classes de textura dos solos, com base na proporção relativa de cada fração do solo. Essas classes são «arenoso», «arenoso-argiloso», «franco-arenoso», «solo franco», «franco-siltoso», «siltoso», «franco-argilo-arenoso», «franco-argiloso», «franco-argiloso-siltoso», «argilo-arenoso», «argilo-siltoso» e «argiloso». As texturas do solo são classificadas pelas frações de cada solo separado (areia, silte e argila) presentes no solo. As classificações são normalmente designadas em função do tamanho de partícula constituinte primário ou de uma combinação dos tamanhos de partícula mais abundantes, por ex. «argiloso-arenosa» ou «argiloso-siltoso». Um quarto termo, «franco», é usado para descrever proporções sensivelmente iguais de areia, silte e argila numa amostra de solo e permite a criação de ainda mais classificações, por exemplo, «franco-argiloso» ou «franco-siltoso».
A determinação da textura do solo geralmente é auxiliada pelo uso de um diagrama ternário (ou gráfico triangular) em que sobre cada um dos eixos é representada a percentagem de cada fração do solo (areai, silte e argila). Um exemplo de um triângulo de solo é encontrado na figura ao lado. Um lado do triângulo representa a percentagem de areia, o segundo lado representa a percentagem de argila e o terceiro lado representa a percentagem de silte. Com a determinação das percentagens de areia, argila e silte na amostra de solo, o triângulo pode ser usado para determinar a classificação da textura do solo. Por exemplo, se o solo é 70% de areia e 10% de argila, então o solo é classificado como franco-arenoso. O mesmo método pode ser usado começando em qualquer lado do triângulo do solo. Se o método de textura pelo tato foi usado para determinar o tipo de solo, o triângulo também pode fornecer uma estimativa aproximada das percentagens de areia, silte e argila no solo.
As propriedades químicas e físicas do solo estão relacionadas com a textura. O tamanho e a distribuição das partículas afetam a capacidade do solo de reter água e nutrientes. Solos de textura fina geralmente têm maior capacidade de retenção de água, enquanto solos arenosos contêm grandes espaços porosos que permitem a lixiviação.

## Metodologias de classificação

### Determinação da textura por métodos sensoriais
A análise manual é um meio simples e eficaz de avaliar e classificar rapidamente a condição física de um solo. Corretamente executado, o procedimento permite a avaliação rápida e frequente das características do solo com pouco ou nenhum equipamento. É, portanto, uma ferramenta útil para identificar a variação espacial dentro e entre os campos, bem como identificar mudanças progressivas e limites entre as unidades do mapa de solos (séries de solos). A textura por determinação sensorial, frequentemente referida por classificação táctil-visual, é um método qualitativo, pois não fornece valores exatos de areia, silte e argila. Embora qualitativo, o fluxograma de textura por sensação pode ser uma maneira precisa para analisar as proporções relativas de cada fração do solo e por essa via determinar a sua classificação textural.
O método de determinação sensorial da textura envolve recolher na mão numa pequena amostra de solo e fazer uma tira. A tira pode ser feita pegando uma bola de terra e empurrando a terra entre o polegar e o indicador, apertando-a para cima numa tira estreita. De seguida deixa-se a estender sobre o dedo indicador até que quebre com o próprio peso. Medir o comprimento da tira pode ajudar a determinar a quantidade de argila na amostra. Após fazer uma tira, molha-se até á saturação uma pequena pitada de terra na palma da mão e esfrega-se com o dedo indicador para determinar a quantidade de areia na amostra. Solos com alta percentagem de areia, como os solos franco-arenosos ou argilo-arenosos, têm uma textura arenosa. Solos com alto teor de argila, como os franco-argiloso, têm um toque pegajoso. Embora o método de textura ao toque exija prática, é uma maneira útil de determinar a textura do solo, especialmente no campo.
O sistema internacional de classificação dos solos, o World Reference Base for Soil Resources (WRB), usa um método alternativo para determinar a textura por toque, oferecendo outro fluxograma.

### Método das peneiras
A peneiração é uma técnica de análise de solo estabelecida há muito tempo, mas ainda amplamente utilizada. No peneiramento, um peso conhecido do material da amostra passa por peneiras progressivamente mais finas. A quantidade coletada em cada peneira é pesada para determinar o peso percentual em cada fração de tamanho.
O método é usado para determinar a distribuição granulométrica de solos com diâmetro maior que 75 µm, pois o peneiramento tem uma forte desvantagem no limite inferior de medição. De facto, no caso das frações mais finas com alto teor de argila e silte (abaixo de 60 µm), a dispersão torna-se desafiadora devido à alta coesividade das partículas e especialmente devido a aderência da fração fina à peneira devido ao aparecimento de cargas eletrostáticas. Além disso, as partículas peneiradas passam com o lado menor pela abertura da malha, o que significa que as partículas de argila e silte em forma de placa também podem ser retidas nas peneiras de malha maior. A conjugação de todos esses factores leva a uma enorme subestimação da fração fina.
Para medir silte e argila (com um tamanho de partícula abaixo de 60 µm), um segundo método de dimensionamento independente (na maioria das vezes a  utilização de um densímetro ou da técnica de pipeta) é usado na amostra retirada da peneira inferior. A distribuição de tamanho de partícula obtida da análise de peneira deve ser combinada com os dados de uma análise de sedimentação para estabelecer uma distribuição textural completa da amostra.

### Método hidro-densimétrico
A análise de sedimentação (por exemplo, método de pipeta ou do densímetro) é de uso comum em pedologia, sedimentologia, agronomia e em diversas aplicações de geologia e geotecnia para classificar sedimentos. O método densimétrico, mais conhecido por ensaio de sedimentação, foi desenvolvido em 1927, mas continua a ser amplamente utilizado. O método densimétrico para determinar a textura do solo é uma medida quantitativa que fornece estimativas da percentagem de areia, argila e silte no solo com base na lei de Stokes, uma relação empírica entre a velocidade de sedimentação e o tamanho da partícula. De acordo com esta lei, as partículas quando dispersas num meio líquido sedimentam com uma velocidade que resulta da ação combinada do seu peso e da resistência ao seu movimento imposta pela viscosidade do meio envolvente. Em resultado destas forças atuando em direções opostas, se o percurso de queda for suficientemente longo atinge-se uma condição de equilíbrio na qual a partícula cai a uma velocidade constante chamada velocidade terminal.
O ensaio de sedimentação pelo método hidrométrico requer o uso de hexametafosfato de sódio, que atua como um agente dispersante para separar os agregados do solo. O solo é misturado com a solução de hexametafosfato de sódio num agitador orbital durante várias horas, garantindo uma completa dispersão (eliminação total de torrões. A suspensão assim obtida é transferida para cilindros graduados de diâmetro controlado, cheios com água. A suspensão do solo é misturada com um êmbolo de metal para dispersar as partículas do solo. Por terem diferentes velocidades terminais, as partículas do solo, ao afundarem-se, separam-se com base no tamanho. As partículas de areia aproxima-se primeiro do fundo do cilindro, seguindo-se as restantes por ordem de dimensão, sendo que as partículas de silte chegam após a areia, permanecendo as partículas de argila acima da camada de sedimento.
As medições são feitas usando um densímetro de solo, um instrumento que mede a densidade relativa de líquidos (a densidade de um líquido comparada com a densidade da água). O densímetro é introduzido no cilindro que contém a mistura de solo em tempos diferentes, geralmente quarenta e cinco segundos após a dispersão em água para medir o teor de areia, uma hora e meia depois para medir o teor de silte e entre seis e vinte e quatro horas depois (dependendo do protocolo utilizado) para medir o teor em argilas. O número no densímetro que fica visível (acima da suspensão de solo) é registado. Um branco (contendo apenas água e o agente dispersante) é usado para calibrar o densímetro. Os valores de leitura registados, após subtração do valor do branco, são usados para calcular a percentagem de argila, silte e areia de acordo com o seguinte método de cálculo:
- Percentagem de silte = (peso seco de solo – leitura do densímetro na fração de areia (1.ª leitura) – leitura em branco) / (peso seco de solo) *100
- Percentagem de argila = (leitura do densímetro na fração argila – leitura em branco) / (peso seco de solo) *100
- Percentagem de areia = 100 – (percentagem de argila + percentagem de silte)

O diâmetro de Stokes (ou o raio de Stokes) determinado pelo método do ensaio de sedimentação é o diâmetro de uma esfera com a mesma velocidade de sedimentação e a mesma densidade da partícula. Esta é a razão pela qual a análise de sedimentação com base neste tipo de ensaio implica assumir que as partículas são esféricas, têm densidades semelhantes, têm interações insignificantes e são pequenas o suficiente para garantir que o fluxo de fluido permanece laminar.  Desvios da equação de Stokes são esperados no caso de partículas de forma irregular, como partículas de argila que são principalmente planas ou tubulares. A posição estável durante a sedimentação de partículas com tais formas é com a área de seção transversal máxima perpendicular à direção do movimento. Por esta razão, a resistência ao arrasto das partículas aumenta e a velocidade de sedimentação diminui. O diâmetro da partícula é diretamente proporcional à velocidade de sedimentação. Portanto, com menor velocidade, o diâmetro calculado também diminui determinando uma superestimação da fração granulométrica mais fina.
A análise de sedimentação feita por estes métodos apresenta sempre limites de precisão na estimativa da percentagem de partículas menores que 0,2 mícron, porque essas pequenas partículas sofrem movimento browniano na suspensão e não sedimentam de acordo com a lei de Stokes. A análise de sedimentação pode ser operada continuamente com um alto grau de precisão e repetibilidade. A distribuição dos tamanhos em solo que contenham um número significativo de partículas mais finas (silte e argila) não pode ser realizada apenas por análise de peneira, pelo que a análise de sedimentação é usada para determinar a faixa inferior da distribuição de tamanhos de partícula.

### Granulometria por difracção laser
A determinação da granulometria por difração de um feixe laser, conhecida por granulometria por difração laser ou granulometria laser, é uma técnica de medição para determinar a distribuição de tamanhos das partículas em amostras de solo dispersas num líquido ou testadas como um pó seco. A técnica é baseada no fenómeno de difração sofrido pela luz, quando a radiação luminosa encontra as partículas da amostra. O diâmetro esférico equivalente (D) medido é o diâmetro de uma esfera que tem uma área da seção transversal que produz o mesmo padrão de difração que a partícula investigada.
O ângulo de difração depende do tamanho da partícula, pelo que o padrão de difração depende das quantidades relativas de tamanhos de partícula presentes na amostra. Esse padrão de difração é detetado e analisado recorrendo aos modelos de difração mais comuns, sendo os mais usados o modelo de Mie e o modelo Fraunhofer. O resultado da aplicação do modelo é a produção de uma curva de distribuição do tamanho de partículas, que permite determinar não apenas a distribuição de tamanho das partícula e os respetivos valores de diâmetro esférico equivalente (D), ponderados pelos volumes correspondentes, mas também a percentagem de partículas nas classes de dimensão usadas para a classificação do solo.
Em comparação com outras técnicas, os metodologias baseadas na difração de um feixe laser são métodos de aplicação mais rápida e económica, permitindo medir o tamanho das partículas e analisar rapidamente amostras de solo. Uma grande vantagem é a existência de equipamentos de análise que incorporam, para além do sistema de laser, uma unidade de dispersão (por exemplo, dispersão por pressão de ar ou dispersão por ultrassons), o que permite que amostras secas sejam analisadas sem as etapas externas de preparação que são necessárias para os métodos de peneiramento e de sedimentação. Além disso, uma vez que a amostra possa ser dispersa adequadamente, não há necessidade de combinar duas técnicas de medição diferentes para obter toda a gama de distribuição de tamanhos de partícula, incluindo o teor de silte e argila.
O modelo de Mie e o de Fraunhofer assumem que as partículas são de forma esférica. Essa simplificação, resulta num pequeno erro de medição, uma vez que as pequenas partículas presentes nas amostras de solo, em particular as argilas e o silte, são geralmente alongadas e anisotrópicas. O diâmetro da partícula no método de difração a laser é determinado em relação ao seu volume potencial, que é calculado com base numa imagem de difração óptica noas bordos da seção transversal da partícula. O volume das partículas de argila é o diâmetro da seção transversal da estrutura em forma de placa (resultado a estrutura em folha das argilas), que é tratado nos cálculos como o diâmetro da esfera. Em consequência, as dimensões costumam ser superestimadas em comparação com as que são medidas pelo método hidro-densimétrico (ou seja pelas análises de sedimentação).
O erro associado à suposição da esfericidade das partículas depende ainda do grau de anisotropia. As propriedades ópticas das partículas anisotrópicas, como o índice de refração e o índice de absorção, mudam de acordo com sua orientação em relação ao feixe de laser, que também é variável. Em consequência, em diferentes orientações de partícula, diferentes seções transversais são medidas e diferentes padrões de difração são produzidos.
Para argilas com tamanhos próximos do comprimento de onda da luz usada para produzir o feixe laser, o modelo de Mie é mais desejável. Isso requer conhecimento preciso do índice de refração complexo do material das partículas, incluindo o seu coeficiente de absorção. Como esses parâmetros são frequentemente difíceis de obter, especialmente os coeficientes de absorção da luz para os diversos tipos de partículas e grãos da matriz do solo, a utilização do modelo de Fraunhofer, que leva em conta apenas os fenómenos de difração de luz nos bordos das partículas, é frequentemente recomendado para a análise de solos naturais.

### Outros métodos de análise
Existem vários métodos quantitativos adicionais para determinar a textura do solo. Alguns exemplos desses métodos são o método da pipeta, a sedimentação com análise por raios-X, o método da matéria orgânica particulada (POM) e o método rápido.
A técnica de sedimentação com análise por raios-X é uma metodologia híbrida que combina o clássico ensaio de sedimentação com o uso de tecnologias de determinação da absorção de raios-X pelo cilindro que contém a amostra. O tamanho da partícula é calculado a partir das velocidades terminais de sedimentação pela aplicação da lei de Stokes. A adsorção da radiação-X é usada para determinar a concentração de massa relativa para cada classe de tamanho, aplicando a lei de Beer-Lambert-Bouguer.